# Krasnoural'sk
Krasnoural'sk è una città della Russia siberiana estremo occidentale (Oblast' di Sverdlovsk), situata sul versante orientale degli Urali centrali, sul fiume Kušajka, 119 km a nord del capoluogo Ekaterinburg; dal punto di vista amministrativo, dipende direttamente dalla oblast'.

## Società

### Evoluzione demografica
Fonte: mojgorod.ru
- 1959: 39.300
- 1970: 39.700
- 1979: 38.200
- 1989: 35.300
- 2007: 27.700